# Pubblica Assistenza Croce Verde Sestri Ponente
La Pubblica Assistenza Croce Verde Sestri Ponente (ONLUS) è un'associazione di volontariato nata nel 1903, che opera nel settore del primo soccorso e più in generale nel volontariato socio-sanitario nella zona del popolare quartiere genovese di Sestri Ponente (ai tempi della fondazione comune autonomo) e del ponente cittadino. Al contrario di molte altre associazioni contemporanee, fuse con la Croce Rossa durante il ventennio fascista e poi rifondate dopo la guerra, la Croce Verde è rimasta sempre attiva ed autonoma per tutto il suo secolo e più di vita.
Nata per assicurare un servizio di trasporto malati e di assistenza ambulatoriale per i cittadini di quella che agli inizi del XX secolo stava diventando rapidamente una popolosa cittadella industriale, inizia subito a dedicarsi ad attività sociali e di solidarietà, anche al di fuori dell'allora comune di Sestri: già nel 1908 invia squadre di volontari per soccorrere le popolazioni di Messina e Reggio Calabria colpite del terremoto. Queste missioni di soccorso si ripeteranno numerose volte, dall'alluvione del Polesine e di Firenze ai terremoti del Belice, di Gemona e in Campania.
Nel corso della sua storia centenaria sono state numerose le iniziative sostenute a supporto della popolazione sestrese, soprattutto durante i momenti più difficili della recente storia, e la sua opera è stata più volte elogiata dalle autorità cittadine.
Nel 2008 contava circa 3 000 soci e 200 volontari.
La Croce Verde di Sestri Ponente fa parte dell'Associazione Nazionale Pubbliche Assistenze.

## Storia
La P.A. Croce Verde nasce il 1º ottobre 1903 per iniziativa di un gruppo di lavoratori, artigiani e commercianti sestresi. Il primo presidente è stato Vittorio Parodi. Nell'allora comune era già presente dal 1859 l'Associazione dei Carpentieri di Sestri Ponente, che si occupava anche del primo soccorso e trasporto dei feriti.
Nel 1906 nasce la "concorrente" Croce d'Oro, con cui i primi anni di coesistenza non sono privi di attriti. La Croce d'Oro si scioglie nel 1914 e la maggior parte dei volontari confluisce nella Croce Verde.
Nel 1919 la Croce entra a far parte della Federazione Nazionale delle Pubbliche Assistenze.
Durante il Biennio rosso e poi con l'inizio del ventennio fascista la Croce Verde, a causa della sua decisione di mantenersi politicamente neutrale, unita però all'orientamento dichiaratamente antifascista di alcuni dei suoi militi e soci, attira le attenzioni dei neonati gruppi di fascisti.
Negli anni successivi il Partito Nazionale Fascista e i suoi sostenitori riescono ad imporre un consiglio filofascista, sostenendo successivamente che non erano necessarie le elezioni per il rinnovo del consiglio, in quanto era stato "abolito il sistema elettorale che in regime fascista non ha ragione di essere" (comunicazione del fascio sestrese al presidente della PA del 22 novembre 1935). La "fascistizzazione" dell'ente, seppur mai particolarmente marcata (anche se vi furono dei membri espulsi per le loro posizioni antifasciste), unita al periodo di crisi economica che si ebbe dopo l'ingresso in guerra, porta ad una notevole diminuzione dei soci e soprattutto dei volontari, che si invertì dopo l'8 settembre 1943, quando la Croce divenne una dei centri clandestini della Resistenza cittadina.
Il 9 novembre 1924 nasce la Sezione sportiva, per coordinare le varie attività sportive che venivano già allora effettuate più o meno costantemente dai militi (al tempo principalmente calcio e ginnastica, a cui si aggiungeranno, negli anni successivi al dopoguerra, pallavolo, podismo, pesca sportiva e ping-pong). La squadra ginnica si distinse in diverse competizioni, tra cui il Concorso Ginnico Nazionale di Roma del 1933, mentre la squadra di calcio, prima del temporaneo scioglimento a causa della guerra, vinse diversi tornei tra le categorie dilettantistiche.
Nel 1925 la Croce Verde Sestrese diviene un Ente Morale, per evitare di essere assorbita dalla Croce Rossa Italiana (destino toccato a molte altre pubbliche assistenze, in parte poi rifondate al termine della guerra). Nello stesso anno viene aperta ufficialmente la sezione sportiva e, con la nascita della sede sestrese della Società nazionale di salvamento, chiude il servizio di "Asilo di salvamento", gestito dalla pubblica assistenza fin dal 1908 presso i bagni Spinola (il comune di Sestri e il vicino comune di Cornigliano, oggi zone industriali senza accessi liberi al mare né zone di mare balneabile, al tempo attiravano ancora numerosi bagnanti e disponevano di diversi stabilimenti balneari).
Nel 1931, in occasione di alcune esercitazioni aeree in Liguria, il presidente della Croce decide di iscriverla come Socia Vitalizia all'Unione Nazionale Protezione Antiaerea, facendola divenire la prima società di pronto intervento ligure iscritta.
Il 14 giugno 1940, dopo 4 giorni dalla dichiarazione di guerra dell'Italia nei confronti della Francia, navi francesi bombardano Sestri Ponente, provocando diversi morti e feriti. Il seguente intervento della Croce Verde è quindi con molta probabilità il primo intervento di una pubblica assistenza, conseguente ad azioni di guerra sul territorio nazionale, dall'ingresso dell'Italia nella Seconda guerra mondiale.
Nel 1942, con l'inizio dei bombardamenti da parte degli Alleati, vennero istituiti diversi rifugi nella delegazione: nei due principali vennero organizzate (e rimasero operative fino alla fine della guerra) delle postazioni fisse di pronto soccorso la cui gestione viene affidata ai militi della Croce.
Il 9 settembre 1943, il giorno dopo l'armistizio, la sede della Croce Verde divenne uno dei luoghi di smistamento delle armi abbandonate dai soldati e dai fascisti. Nei mesi successivi la sede della pubblica assistenza verrà più volte perquisita, ma i nazifascisti non riusciranno mai a trovare prove del coinvolgimento dell'ente e dei suoi volontari (che in diverse occasioni nascosero e fecero fuggire partigiani e antifascisti ricercati usando le lettighe) con la lotta di Liberazione.
Il 13 luglio 1946, dopo poco più di un anno dal termine della guerra, avviene una riunione di tutte le pubbliche assistenze della provincia di Genova, e si decide la creazione di una Associazione provinciale delle PP.AA.; l'anno dopo, durante la prima riunione, il presidente della Croce Verde, Alessandro Zanchi, viene eletto presidente e come sede dell'associazione viene scelta la sede della Croce Verde stessa.
Il 15 e 16 novembre si svolge a Genova il Congresso nazionale delle Pubbliche Assistenze, dove si ricostituisce l'Associazione Nazionale Pubbliche Assistenze (ANPAS) (erede della vecchia Federazione Nazionale sciolta nel 1930 da Vittorio Emanuele III, che ne aveva trasferito i compiti alla Croce Rossa Italiana, in cui erano state fatte confluire molte delle associazioni che ne facevano parte). Come presidente viene scelto Alessandro Zanchi (che rimarrà in carica dal 1947 al 1954) e la Croce Verde di Sestri diventa anche la sede nazionale dell'Associazione nazionale per diversi anni.
Sempre nel 1946 alcuni volontari che lavoravano nelle industrie San Giorgio, i cui reparti erano stati trasferiti ad Ovada durante la guerra per sfuggire ai bombardamenti, decidono di continuare in loco il loro operato e di fondare una nuova pubblica assistenza, con il nome di Croce Verde Ovadese: la Croce Verde di Sestri dona alla neonata consorella uno dei suoi carri-lettiga e del materiale sanitario necessario per aprire un ambulatorio di pronto soccorso.
Il 14 febbraio 1953, dopo quasi un secolo di vita, si scioglie l'Associazione dei Carpentieri di Sestri Ponente: questa donerà alla Croce Verde, come forma di simbolico passaggio di consegne, il libro dei verbali, diversi arredi e la barella con cui fu trasportato da alcuni volontari dell'Associazione Giuseppe Garibaldi nel 1862, dopo essere stato ferito in Aspromonte, cimelio che è tutt'oggi conservato nella sede della Pubblica Assistenza.
Il 12 giugno 1956, dopo alcuni anni di preparazione (l'idea risale al gennaio 1948) un gruppo di volontari della Croce fondano il Gruppo Donatori Sangue, in collaborazione con l'ospedale locale, che è ancora oggi molto attivo.
Nell'aprile del 1970 nasce il Gruppo Micologico, con lo scopo di effettuare studi e classificazioni sui funghi tipici della zona genovese. Dal 1980 in poi il gruppo ha organizzato numerose mostre, sia nella sede della pubblica assistenza che in altre località della provincia di Genova e del basso Piemonte. Nel 1986, in collaborazione con gli altri due gruppi sestresi dell''Università popolare e del Cineclub Sestri, organizza in città una serie di mostre e manifestazioni che ottengono risalto nazionale, compresa una mostra allestita nell'atrio del palazzo comunale, che ricostruiva l'habitat di diverse specie di funghi di alcune regioni italiane. Il Gruppo Micologico fa anche parte del C.A.M.P.A.L., il Coordinamento delle associazioni micologiche piemontesi aostane e liguri.
Il 24 giugno 1990 la presidente della Croce Verde, Tea Benedetti (figura cittadina di primo piano nelle lotte operaie dei decenni precedenti), viene eletta presidente della Federazione delle PPAA liguri. Nel 1991 la pubblica assistenza decide di divenire ente di diritto privato, cambio che verrà ufficializzato con la delibera della giunta regionale ligure 1035/92 del 31 marzo 1992.
Del 1999 la Croce Verde è l'editore de "Il Corriere di Sestri", mensile di informazione e cronaca sestrese (e successivamente di tutta la circoscrizione VI Medio Ponente), fondato nel 1951 e stampato oggi in circa 1500 copie.
La Croce Verde, durante il suo secolo di vita, è stata quasi ogni anno la responsabile dell'organizzazione dei festeggiamenti per il patrono del comune e poi delegazione di Sestri, Sant'Alberto.

## Premi e onorificenze
- Il 15 giugno 1910 la Croce Verde ha ricevuto la "Menzione Onorevole" da parte di Vittorio Emanuele III, per l'impegno dimostrato dai suoi volontari inviati (restarono in zona per più di un mese) in aiuto della popolazione di Reggio Calabria dopo il terremoto di Messina del 1908.
- Nel novembre del 1923 ha ricevuto l'Encomio solenne da parte delle autorità per l'aver portato in salvo i soldati feriti nell'esplosione del Forte Monte Guano a Cornigliano
- Nel giugno 1932, a Torino, nell'ambito del Convegno Nazionale delle Pubbliche Assistenze, i volontari della croce hanno vinto il Primo premio nazionale nelle dimostrazioni di soccorso
- Nel luglio 1933, alcuni dei volontari, facenti parte della sezione sportiva, partecipanti al Concorso Ginnico Nazionale a Roma, hanno vinto il Primo premio nazionale
- Nell'agosto 1933, una squadra dei volontari della Croce Verde ha vinto il Primo premio nazionale nelle dimostrazioni di soccorso effettuate durante il Concorso Nazionale a Prato.
- Nell'autunno del 1951, a seguito dell'alluvione del Polesine, la Croce Verde coordina per due mesi da Rovigo, in collaborazione con le autorità locali, le operazioni di aiuto alla popolazione locale. A seguito di questa azione, durante la Giornata delle Pubbliche Assistenze del 3 maggio 1953, alla Croce è stata assegnata una Medaglia d'oro come riconoscimento per il compito svolto.
- Nel 1956, come riconoscimento per l'opera svolta durante la Resistenza, l'ANPI di Genova ha premiato la Croce Verde con la Medaglia d'oro
- Il 16 maggio 1965 tre squadre di volontari partecipano al Concorso regionale di pronto soccorso svoltosi a Savona, vincendo la competizione.

## I presidenti
1. Vittorio Parodi (fondatore), dal 1º ottobre 1903 al 26 marzo 1906
2. Pietro Leva, dal 26 marzo 1906 al 31 gennaio 1914
3. Avv. Francesco Gazzo, dal 22 febbraio 1914 al 24 aprile 1917
4. Pietro Leva, dal 24 aprile 1917 al 26 agosto 1921
5. Cesare Franchini, dal 7 novembre 1921 al 1º maggio 1924
6. Ing. Luigi Segala, dal 1º maggio 1924 al 29 settembre 1927
7. Attilio Storace, dal 29 settembre 1927 al 13 aprile 1931
8. Dott Agostino Pesce, dal 13 aprile 1931 al 16 luglio 1939
9. Alberto Pagano, dal 16 luglio 1939 al 22 dicembre 1941
10. Alessandro Zanchi, dal 22 dicembre 1941 al 26 gennaio 1944
11. Dott. Elio Arado, dal 26 gennaio 1944 al 28 gennaio 1946
12. Alessandro Zanchi, dal 28 gennaio 1946 al 12 aprile 1964
13. Pio Barberis, dal 12 aprile 1964 al 4 aprile 1976
14. Prof. Giovanni Ghirardo, dal 4 aprile 1976 al 19 dicembre 1977
15. Edolo Bassi, dal 19 dicembre 1977 al 19 aprile 1984
16. Tea Benedetti, dal 19 aprile 1984 al 10 settembre 2000
17. Sen. Aleandro Longhi dal 18 settembre 2000 a 2 aprile 2007
18. Egidio Nicoletti dal 2 aprile 2007 al 2010
19. Claudio Baracchi 2010 al 2013
20. Marco Ravera 2013 al 2016
21. Matteo Riva 2017 ad oggi

Onorari
1. Pietro Leva, dal 22 febbraio 1914 all'11 novembre 1922 (destituito dal fascio) e dal 3 maggio 1945 (reintegrato nella prima assemblea effettuata dopo la Liberazione)
2. Alessandro Zanchi, dal 4 ottobre 1964

A Tea Benedetti (presidente della Pubblica Assistenza per 16 anni, durata della carica inferiore solo a quella di Alessandro Zanchi, e che ha ricoperto anche altri importanti incarichi nel mondo delle PA liguri), morta improvvisamente nel settembre 2000, sono stati dedicati un centro polisportivo a Borzoli (in cui si svolge anche la gara di nuoto Coppa Tea benedetti, giunta nel 2007 alla terza edizione), una strada nel quartiere di Campi a Cornigliano e un auditorium presso la Croce d'Oro di Sciarborasca, nel comune di Cogoleto. Negli ultimi anni in memoria di quest'ultima la Croce Verde di Sestri Ponente organizza la gara di soccorso "Memorial Tea Benedetti", dove vede impegnate diverse pubbliche assistenze operanti nel territorio italiano.

## I mezzi e le sedi

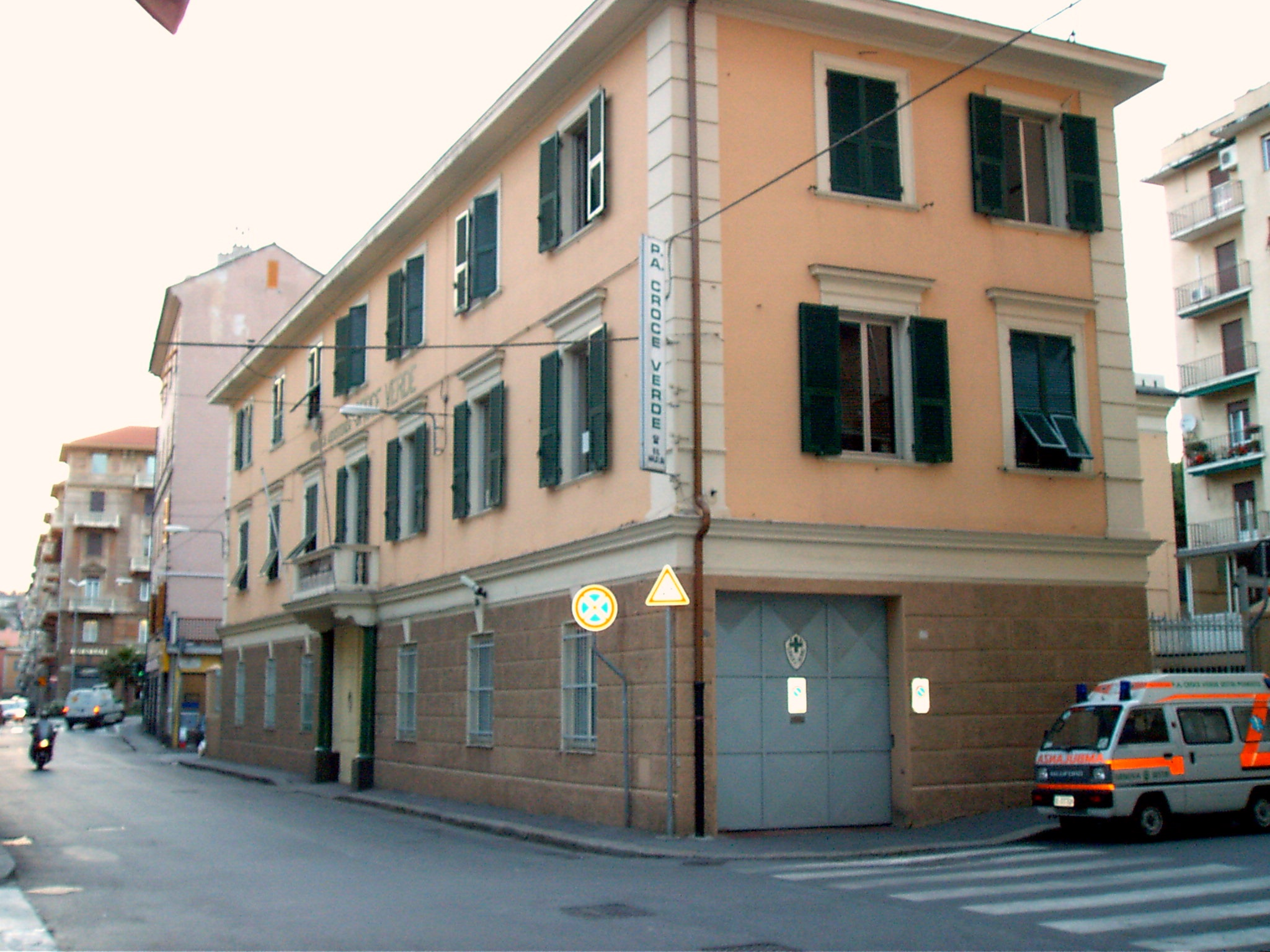
La sede della Croce Verde

Negli anni la Croce Verde ha cambiato quattro sedi e ha avuto a disposizione un gran numero di mezzi, sia a spinta umana, sia a motore. Dal dopoguerra in poi sono state anche numerose le donazioni ad altre consorelle dei propri mezzi dismessi (ma quasi sempre ancora funzionanti).
Le prime dotazioni a disposizione della neonata Croce nel 1903 furono una barella a ruote (precedentemente di proprietà del comune di Sestri), una barella a spalle, quattro lenzuola, due federe, un cuscino ed una coperta; la sede era costituita da due locali in via Giuseppe Mazzini (oggi via Ciro Menotti) non collegati tra di loro e senza riscaldamento. L'anno successivo una sfilata di beneficenza nella cittadina, e un sussidio annuale di 1000 lire concesso dal comune, permisero di far costruire un carro-lettiga e di trasferire la sede in nuovi locali all'angolo tra via Mazzini e via Anna Imperiale (oggi via Giuseppe Bianchieri).
Nel 1913 venne inaugurata una terza sede, in via Nino Bixio (oggi via Emanuele Ferro), che prevedeva anche un ambulatorio. Al tempo i mezzi a disposizione dell'ente erano 8 carri-lettiga di tipo Trinci, un carro in grado di trasportare tre lettighe, 3 barelle a mano, un carro funebre ed era a disposizione della Croce una baracca presso i Bagni Spinola in cui erano tenute le attrezzature per il soccorso dei bagnanti.
La prima autoambulanza della Croce Verde fu un'autolettiga militare modello Fiat 15ter, che venne regalata al sodalizio sestrese dalla Croce Rossa Italiana nel 1922.
Nell'ottobre del 1922 i militi vengono trasferiti nella Palazzina Liberti, ex sede della Camera del Lavoro di Sestri, al cui edificio nel 1925 verrà aggiunta un'ulteriore ala e che diverrà la sede definitiva dell'associazione.
Nel 1927, a seguito dell'unificazione di diversi comuni, che portò alla creazione della Grande Genova, veniva aperta una sede distaccata a Borzoli, parte del cui territorio rientrava ora nella delegazione di Sestri Ponente. La sede distaccata venne poi chiusa nel 1935 a causa dei costi di esercizio troppo elevati rispetto al numero degli interventi.
Nel gennaio 1959 viene deciso l'acquisto di una Fiat 1400/T, che aveva la possibilità di ospitare un polmone d'acciaio.
Oggi (2017) sono a disposizione 13 mezzi di cui 6 autoambulanze, 1 automedica e 5 mezzi per trasporto disabili.

## La sede
La parte più vecchia della palazzina dove attualmente ha sede la Pubblica Assistenza era conosciuta un tempo come palazzina Liberti e dal 1900 al 1921 fu sede della Camera del Lavoro di Sestri Ponente, degli uffici dei sindacati e della biblioteca civica. Nel luglio del 1921 fu assaltata ed incendiata dai fascisti, aiutati da alcuni soldati, divenendo poi sede per le Guardie Regie. Dopo essere stata vagliata l'ipotesi di assegnarla alla Croce Verde, nell'ottobre del 1922 avvenne uno scontro tra i militanti fascisti e le Guardie che vi erano accampate, a seguito del quale i volontari della Croce ne approfittarono per occuparla, ristrutturandola nei giorni successivi. In seguito il comune di Sestri Ponente la assegnò ufficialmente alla Pubblica Assistenza, con un contratto di affitto trentennale rinnovabile, valido ancora oggi.